# Malika Mokeddem
Malika Mokeddem (Kenadsa, 5 de outubro de 1949) é uma escritora argelina, nascida em uma família nômade.
Após lutar a longo da sua adolescência pelo acesso à educação, conseguiu estudar medicina em Orã e depois no exílio em Paris. Em 1977 deixou a Argélia, evitando assim um casamento arranjado entre famílias. Instalada em Montpellier como nefróloga qualificada, num momento da sua vida decidiu abandonar a prática de sua especialidade para atender aos imigrantes e aos excluídos de um bairro pobre. Atualmente mora em Perpinhão, onde combina o exercício da nefrologia com a literatura. 
Entre as suas obras mais conhecidas e premiadas estão Os homens que caminham (1990), O século das lagostas (1992), Sonhos e assassinos (1995), La nuit de la lézarde (1998), N'zid (2001) e La transe des insoumis (2006).